# Гражданский банкет
Гражданский банкет (фр. banquet civique) — пиршество, банкет, с целью дать возможность собравшимся коллективно выразить общие им всем идеи и стремления и засвидетельствовать перед обществом своё единство и сплоченность. Банкеты такого рода, то есть имеющие политический характер, всегда были в большом ходу в Англии. Во Франции они стали играть важную роль со времен великой революции под названием «банкетов реформистов».

## Примеры гражданских банкетов

### Во Франции
Так, 14 июля 1790 года состоялся в Париже под открытым небом многолюдный банкет, на котором главную роль играл маркиз Лафайет, затем 26 июля 1792 года подобное же пиршество произошло на развалинах Бастилии.
Примеру столицы скоро последовали и провинциальные города, где тоже стали устраиваться банкеты, хотя и в меньших размерах, но во II г. республики они были запрещены правительством.
Затем, во времена реставрации, банкеты снова возобновились, не встречая каких-либо преград со стороны правительства, и в конце июльской монархии явились в руках оппозиции сильным орудием, способствовавшим низвержению Луи-Филиппа.